# Miguel Droguett
Miguel Ángel Droguett Hidalgo (* 8. Mai 1961 in Santiago de Chile) ist ein ehemaliger chilenischer Radrennfahrer.

## Sportliche Laufbahn
Droguett war Bahnradsportler und auch im Straßenradsport aktiv. Er war Teilnehmer der Olympischen Sommerspiele 1984 in Los Angeles. Er startete dort in drei Disziplinen. Im Punktefahren schied er im Vorlauf aus. Im 1000-Meter-Zeitfahren wurde er beim Sieg von Fredy Schmidtke 17. des Wettbewerbs. In der Mannschaftsverfolgung wurde Chile mit Lino Aquea, Eduardo Cuevas, Miguel Droguett und Fernando Vera auf dem 14. Rang klassiert.
Bei den Olympischen Sommerspielen 1992 in Barcelona war er erneut am Start. Im Punktefahren schied er im Vorlauf aus. Das olympische Straßenrennen beendete er nicht.
1983 gewann Droguett mit dem Gran Caracol de Pista das bedeutendste internationale Bahnrennen in Südamerika vor Steve Hegg. Bei den Panamerikanischen Spielen 1991 gewann er die Bronzemedaille in der Einerverfolgung. 1984 gewann er bei den Panamerikanischen Meisterschaften die Mannschaftsverfolgung.
In der Vuelta Ciclista de Chile 1983 wurde Droguett hinter seinem Landsmann Roberto Muñoz Zweiter.

## Familiäres
Er ist der Sohn von Héctor Droguett, der ebenfalls Radrennfahrer und Olympiateilnehmer war.